# Polycera capensis
Polycera capensis is een slakkensoort uit de familie van de Polyceridae. De wetenschappelijke naam van de soort is voor het eerst geldig gepubliceerd in 1824 door Quoy & Gaimard.